# Pabuaran (Pabuaran, Sukabumi)
Pabuaran is een bestuurslaag in het regentschap Sukabumi van de provincie West-Java, Indonesië. Pabuaran telt 4720 inwoners (volkstelling 2010).